# Tom Brown (Jazzmusiker)

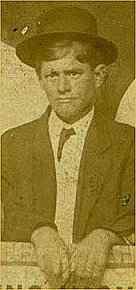
Tom Brown

Tom P. „Red“ Brown (* 3. Juni 1888 in New Orleans, Louisiana; † 25. März 1958 ebenda) war ein US-amerikanischer Jazz-Posaunist und Big-Band-Leader des frühen New Orleans Jazz. Außerdem war er Bassist.
Brown fing wie viele New Orleans Musiker in den Bands von Papa Jack Laine an (und in der des Trompeters Frank Christian), leitete aber ab etwa 1910 eigene Bands. Ihre Musik (der frühe Jazz) war damals als „hot ragtime“ oder „ratty music“ bekannt. Anfang 1915 hörte ihn der Vaudeville-Tänzer Joe Frisco und lud sie nach Chicago ein: Im Mai 1915 begann „Tom Brown´s Band from Dixieland“ in „Lamb´s Cafe“ zu spielen (Ray Lopez, Kornett und Manager, Gussie Mueller Klarinette, kurz danach ersetzt von Larry Shields, Arnold Loyacano Klavier und Bass, Billy Lambert Schlagzeug). Sie waren die erste Band, bei denen sich nachweisen lässt, dass ihre Musik öffentlich als Jazz (oder wie damals geschrieben Jass) bezeichnet wurde. 
Nach Interviews mit Brown war dies ein Versuch der Chicagoer Gewerkschaften, die Band zu diffamieren, als diese immer populärer wurde (die Bandmitglieder waren nicht in der Gewerkschaft). Sie patrouillierten mit Plakaten wie „Don´t patronize this Jass Music“ (Unterstützen sie diese „Bums-Musik“ nicht). „Jass“ war damals ein Wort mit sexueller Bedeutung und sollte Browns Band mit den Bordellen in Storyville in New Orleans in Verbindung bringen. 
Der Versuch hatte aber gegenteilige Wirkung – die Leute wurden neugierig und strömten der Band zu, die von Brown auch prompt in „Brown´s Jass Band“ umbenannt wurde. In den Zeitungen annoncierten sie allerdings vorsichtshalber als „Brown´s Jab Band“ (oder Jad Band). Brown reklamierte später auch für sich, die erste weiße Jazzband gewesen zu sein, die nach Norden ging. Er war sich sehr wohl bewusst, dass das Original Creole Orchestra von Bill Johnson schon vorher da war. Die Band trat vier Monate erfolgreich in Chicago auf und nochmals vier Monate in New York, bevor sie nach New Orleans zurückkehrten (Februar 1916). 
Als New Yorker Theateragenten bei ihm kurz darauf nach einer „Jass“ Band nachfragten, empfahl er „Stein´s Dixieland Jazz Band“, die in Chicago spielte. Diese nahm die Offerte aus New York dankend an (ohne Johnny Stein, der vertraglich gebunden war) und nannte sich dort „Original Dixieland Jass Band“ (ODJB) unter Führung von Nick LaRocca. Brown selbst ging ebenfalls 1916 nach New York, wo seine Band in einer Revue im Century Theater als „Five Rubes“ spielten. Im Oktober tauschten sie mit der ODJB die Klarinettisten (Brown erhielt Alcide Nunez, LaRocca dafür Shields). Als sich die Band auflöste, gingen Nunez und der Schlagzeuger Ragbaby Stevens zu Bert Kelly, dessen Band die ODJB 1918 bei ihrem erfolgreichen Auftritt im Restaurant „Reisenwebers“ ablöste. Brown selbst arbeitete freischaffend in New York und trat dann der Band von Harry Yerkes bei, wo ab Anfang 1920 auch Alcide Nunez spielte. Außerdem spielte er in Vaudeville-Theatern.
1921 kehrte Brown nach Chicago zurück, wo er mit „Ray Miller´s Black and White Melody Boys“ spielte und aufnahm. Außerdem leitete er mit seinem jüngeren Bruder Steve Brown, einem Bassisten, eine eigene Band. Mitte der 1920er Jahre kehrte er nach New Orleans zurück, wo er mit den Bands von Johnny Bayersdorffer (and his Jazzola Novelty Orchestra) und Norman Brownlee spielte (davon gibt es ebenfalls Aufnahmen). In der Depression reparierte Brown – zusätzlich zum Spiel in lokalen Bands – Radios und eröffnete einen Musikladen sowie einen Trödelladen. In den 1950er Jahren spielte er im Dixieland-Revival beispielsweise in der Band von Johnny Wiggs und nahm noch wenige Monate vor seinem Tod auf. Damals kam es auch zu einem bemerkenswerten Zusammentreffen mit Nick LaRocca in einer TV-Show, in der sie über die Anfänge des Jazz Erinnerungen austauschen sollten. Stattdessen wurde daraus eine handgreifliche Auseinandersetzung über die erste Verwendung des Wortes Jazz (es kam sogar zu einem Streit vor Gericht). In den 1950er Jahren nahm Brown erstmals unter eigenem Namen auf.